# Chiesa di Sant'Ambrogio (Cinisello)
La chiesa parrocchiale di Sant'Ambrogio (patrono e protettore di Cinisello), sorta nel XVI secolo sulle rovine di una più antica, che domina l'ampia piazza Gramsci è la chiesa principale di Cinisello Balsamo.

## Storia
Successivamente alla fondazione di un nuovo insediamento attorno all'attuale piazza Gramsci, alla fine del XV secolo venne eretta la nuova parrocchiale, realizzata rialzata su un terrapieno per ripararla dalle acque stagnanti. L'edificio, a pianta quadrata con lato di trenta braccia (circa 18 m), era diviso in due navate, privo di campanile e circondato dal cimitero. Manca completamente una casa parrocchiale, dal momento che i preti che officivano la messa e amministravano i sacramenti venivano ancora appositamente da Desio. Il primo rector attestato è il prete Mario Marliano, intorno al 1530.

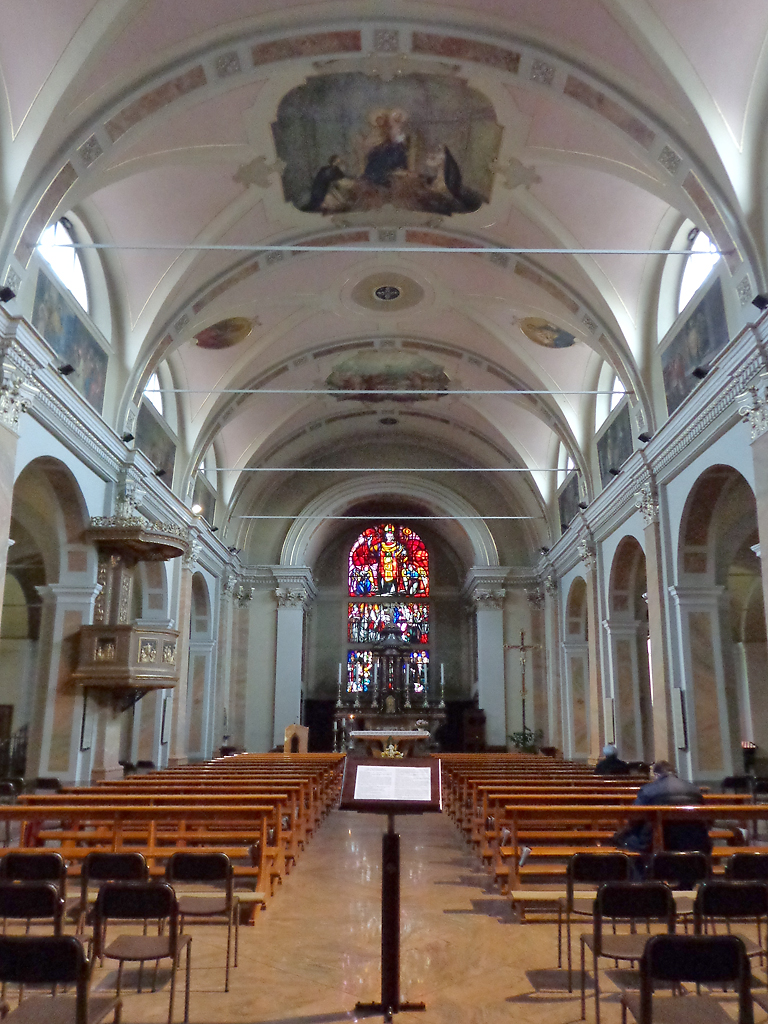
L'interno

Tra il 1574 ed il 1579 il parroco don Maffeo Belloni edifica una nuova parrocchiale a navata unica, con pianta rettangolare e lati da 42 e 22 cubiti (18,9 e 9,9 m). L'abside misurava invece 12 x 10 cubiti (5,4 x 4,5 m). Vengono eretti oltre all'altare maggiore due altari laterali, di cui uno dedicato alla Beata Vergine del Rosario.
Al termine della pestilenza che colpì duramente la città, il parroco don Francesco Solari insieme con la cittadinanza ordinò un ulteriore rifacimento completo della chiesa, affidato all'architetto Giovanni Battista Guida Bombarda, che lo portò a termine fra il 1636 ed il 1644. L'edificio, sempre a pianta rettangolare, misura ora una lunghezza di trenta braccia (quasi 18 m) e una larghezza di circa sedici (poco più di 9 m); l'abside passa invece a una misura di 12 x 10 braccia (all'incirca 7 x 6 m).
Nel 1724 l'allora parroco don Antonio Longhi, per volontà del proprio fratello e predecessore don Gaspare, avvia i lavori per l'allungamento dell'edificio. La nuova parrocchiale, sempre a navata unica, è lunga ora 66 cubiti (29,7 m) e larga 24 (10,8 m), con abside di 13 cubiti x 20 (5,8 x 9 m) e dieci cappelle laterali profonde 7 cubiti (3,1 m). Fu durante quest'ampliamento (1724-1727), che la chiese ricevette finalmente il suo campanile.

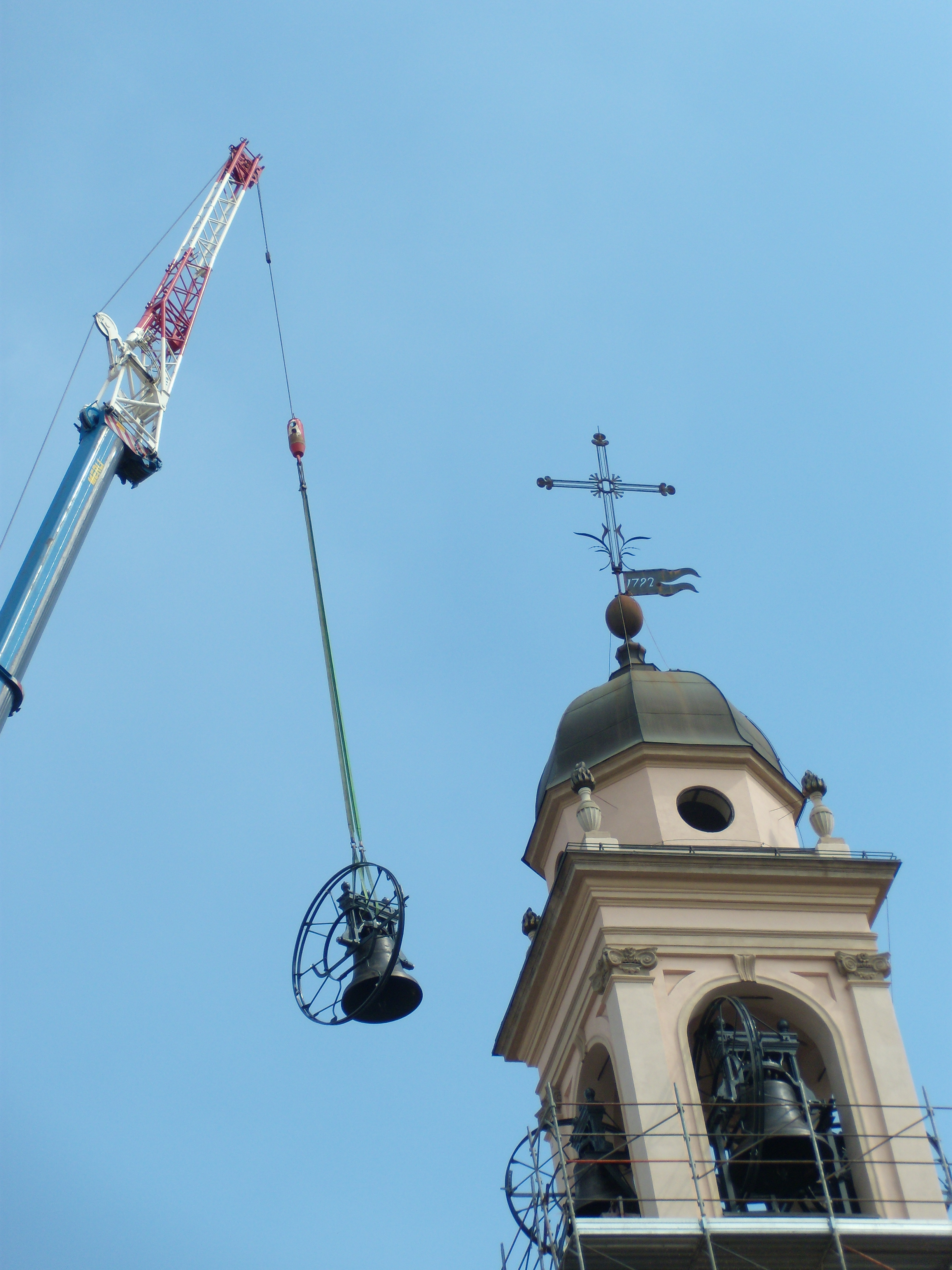
L'ultima campana ricollocata dopo il restauro, il 6 aprile 2009.

Il parroco don Giuseppe Bergomi nel 1807 ampliò una parte della navata settentrionale, erigendovi una cappella a san Carlo. Una trentina d'anni più tardi trasformò anche la navata meridionale, dotando pertanto la chiesa di tre navate. A sovrintendere all'intervento venne chiamato l'architetto Giacomo Moraglia, che vi operò intorno al 1840. L'anno successivo venne commissionato a Carlo Farina un ciclo di affreschi raffiguranti la vita di sant'Ambrogio; realizzatine solo cinque, il ciclo venne completato soltanto nel 1905 da David Beghè, al quale vanno attribuiti anche i due medaglioni sulla volta della chiesa.
La chiesa deve tuttavia il proprio aspetto attuale ai rifacimenti condotti nel corso degli anni sessanta per volere di don Massimo Pecora, che aggiunse le due ali laterali al corpo centrale originario e ne riformò completamente gli interni, inglobando la cappella di San Carlo e le varie cappelle minori, così da sfruttare al meglio gli spazi. Fra gli altri interventi si ricordano la realizzazione della cripta e della penitenzeria, la ricostruzione dell'altare e la creazione di un'imponente vetrata policroma alle spalle dell'abside, opera di Leonardo Spreafico. Nel corso del 2009 si è assistito al restauro completo delle campane e del campanile, mentre nel 2010 è stato portato a termine il restauro esteriore della facciata, che ha assunto una tonalità rosata.
Il concerto campanario è composto da 5 campane in Si2 realizzate a Varese nel 1841 dalla fonderia Felice Bizzozero, due anni più tardi la terza campana venne rifusa dalla medesima fonderia in quanto fessurata. Il suono è completamente automatizzato.<3